# راندي وايت
راندي وايت (بالإنجليزية: Randy White)‏ (و. 1953  م) هو لاعب كرة قدم أمريكية، من الولايات المتحدة، ولد في بيتسبرغ، يلعب كمعرقل دفاعي، وظهير ‏، وطرف دفاعي ‏.

## التعليم
تعلم في جامعة ميريلاند.

## جوائز
حصل على جوائز منها:
- جائزة لومباردي [الإنجليزية]‏ (1974)
- قاعة مشاهير محترفي كرة القدم.

## وصلات خارجية
- راندي وايت على موقع مرجع كرة القدم المحترفة.كوم (الإنجليزية)

- راندي وايت على موقع IMDb (الإنجليزية)
- راندي وايت على موقع قاعدة بيانات الفيلم (الإنجليزية)